# Paul Dana
Paul Dana (* 15. April 1975 in St. Louis, Missouri, Vereinigte Staaten; † 26. März 2006 in Miami, Florida) war ein US-amerikanischer Autorennfahrer. Er wurde 2004 Vizemeister der Infiniti Pro Series. 2005 und 2006 startete er bis zu seinem Tod in der IndyCar Series.

## Karriere

### Zeit vor der Rennfahrerkarriere
Dana besuchte die Medill School of Journalism an der Northwestern University und arbeitete bis zum Abbruch seines Studiums als Mechaniker, privater Renntrainer und Fahrlehrer, PR & Marketing-Vertreter und als Herausgeber und Journalist im Sportgeschäft. Er arbeitete für die AutoWeek, Sports Illustrated und Maxim.

### Anfänge als Rennfahrer
1998 begann Dana selbst als Rennfahrer an den Start zu gehen. Er startete zwei Jahre in der Barber Pro Series. 2000 wechselte er in die U.S. F2000 National Championship. 2001 blieb er in dieser Serie und wurde mit einer Podest-Platzierung 13. in der Fahrerwertung. Außerdem nahm er an einem Rennen der US-amerikanische Formel-3-Meisterschaft teil.

### Infiniti Pro Series
2003 ging Dana in der Infiniti Pro Series an den Start. Er begann die Saison bei Kenn Hardley Racing und wechselte im Laufe der Saison zu Brian Stewart Racing. Mit einem sechsten Platz als bestes Ergebnis beendete er die Meisterschaft auf dem neunten Platz. 2004 erhielt Dana bei Hemelgarn Racing ein Cockpit für die Infiniti Pro Series. Er gewann das Rennen in West Allis und wurde viermal Zweiter. Am Saisonende unterlag er Thiago Medeiros mit 379 zu 513 Punkten und wurde Vizemeister.

### IndyCar Series
2005 wechselte Dana in die IndyCar Series, wo er für Hemelgarn Racing in einem Dallara-Toyota startete. Er wurde bei seinem ersten Rennen Zehnter. Bei seinen zwei nächsten Starts fiel er aus. Im Training zum Indianapolis 500 war Dana in mehrere Unfälle verwickelt. Zunächst überstand er einen Unfall unverletzt. Jedoch wurde sein Auto dabei so sehr beschädigt, dass er ins Ersatzauto wechseln musste. In diesem hatte Dana einen weiteren Unfall, bei dem er sich eine schwere Rückenverletzung zuzog. Dana fiel für die restliche Saison aus und wurde durch Jimmy Kite ersetzt.
2006 wurde Dana als Ersatz für Vitor Meira von Rahal Letterman Racing unter Vertrag genommen. Sein Team verwendete einen Panoz-Honda. Im Warm-up zum Saisonauftakt in Homestead fuhr Dana mit hoher Geschwindigkeit in das Fahrzeug von Ed Carpenter, der sich in die Mauer gedreht hatte und anschließend zurück auf die Innenbahn rutschte. Dabei hob Danas Fahrzeug ab und schlug in die Streckenbegrenzung ein. Dana war zum Zeitpunkt der Berührung etwa 176 mph (283 km/h) schnell. Vor der tödlichen Kollision war Dana über ein auf der Strecke liegendes Teil gefahren. Beide Piloten wurden nach dem Unfall ins Krankenhaus geflogen, wo Dana an den Folgen seiner Verletzungen verstarb. Dana wurde 30 Jahre alt.
Carpenter verletzte sich schwer und musste ein Rennen pausieren. Rahal Letterman Racing entschied, die beiden anderen Piloten Buddy Rice und Danica Patrick vom Rennen, das eine halbe Stunde später als geplant gestartet wurde, zurückzuziehen. Im weiteren Verlauf der Saison erhielt Jeff Simmons Danas Cockpit.

## Persönliches
Dana war mit Tonya Bergeson-Dana verheiratet.

## Statistik

### Karrierestationen
| - 1998: Barber Pro Series - 1999: Barber Pro Series - 2000: U.S. F2000 National Championship | - 2001: U.S. F2000 National Championship (Platz 13) - 2001: US-amerikanische Formel 3 (Platz 6) - 2003: Infiniti Pro Series (Platz 9) | - 2004: Infiniti Pro Series (Platz 2) - 2005: IndyCar Series (Platz 27) - 2006: IndyCar Series (Platz 40) |

### Einzelergebnisse in der IndyCar Series
| Saison | Team                   | 1      | 2      | 3     | 4      | 5        | 6       | 7       | 8       | 9       | 10      | 11      | 12      | 13      | 14      | 15      | 16      | 17      | Punkte | Rang |
| ------ | ---------------------- | ------ | ------ | ----- | ------ | -------- | ------- | ------- | ------- | ------- | ------- | ------- | ------- | ------- | ------- | ------- | ------- | ------- | ------ | ---- |
| 2005   | Hemelgarn Racing       | HMS 10 | PHX 21 | STP   | MOT 20 | INDY DNQ | TXS INJ | RIR INJ | KAN INJ | NSH INJ | MIL INJ | MIS INJ | KTY INJ | PPI INJ | SNM INJ | CHI INJ | WGL INJ | FON INJ | 44     | 27.  |
| 2006   | Rahal Letterman Racing | HMS 19 | STP †  | MOT † | INDY † | WGL †    | TXS †   | RIR †   | KAN †   | NSH †   | MIL †   | MIS †   | KTY †   | SNM †   | CHI †   |         |         |         | 6      | 40.  |

| Farbe      | Bedeutung                                          |
| ---------- | -------------------------------------------------- |
| Gold       | Sieger                                             |
| Silber     | 2. Platz                                           |
| Bronze     | 3. Platz                                           |
| Grün       | 4. und 5. Platz                                    |
| Hellblau   | 6. bis 10. Platz                                   |
| Dunkelblau | Rennen beendet (außerhalb der ersten zehn Piloten) |
| Violett    | Rennen nicht beendet                               |
| Rot        | nicht qualifiziert (DNQ)                           |
| Schwarz    | disqualifiziert (DSQ)                              |
| Weiß       | nicht am Start (DNS)                               |
| Weiß       | zurückgezogen (WD)                                 |
| Weiß       | Rennen abgesagt (C)                                |
| Blanko     | nicht teilgenommen                                 |
| Blanko     | nicht erschienen (DNA)                             |
| Blanko     | verletzt oder krank (INJ)                          |
| Blanko     | ausgeschlossen (EX)                                |